# Free Money
Free Money é um filme canadense de 1998, do gênero comédia, dirigido por Yves Simoneau.

## Elenco
- Marlon Brando - Sven "Sueco" Sorenson[2]
- Charlie Sheen - Bud Dyerson[2]
- Donald Sutherland - Rolf Rausenberger[2]
- Mira Sorvino - Karen Polanski[2]
- Thomas Haden Church - Larry[2]
- Martin Sheen - New Warden[2]
- David Arquette - Ned Jebee[2]